# Deh Rash-e Nahrāb
Deh Rash-e Nahrāb (persiska: ده رش نهراب, Nahrāb-e Deh Rash) är en ort i Iran.   Den ligger i provinsen Kermanshah, i den västra delen av landet, 500 km väster om huvudstaden Teheran. Deh Rash-e Nahrāb ligger 1 626 meter över havet och antalet invånare är 260.
Terrängen runt Deh Rash-e Nahrāb är huvudsakligen kuperad, men åt sydväst är den bergig.Runt Deh Rash-e Nahrāb är det ganska tätbefolkat, med 72 invånare per kvadratkilometer. Närmaste större samhälle är Javānrūd, 17,5 km nordost om Deh Rash-e Nahrāb. Trakten runt Deh Rash-e Nahrāb består i huvudsak av gräsmarker.